# Marie Curie – Elemente des Lebens
Marie Curie – Elemente des Lebens (englischer Originaltitel: Radioactive) ist eine romantische Filmbiografie über die Nobelpreisträgerin Marie Curie von Marjane Satrapi. Im September 2019, im Rahmen des Toronto International Film Festivals, feierte der Film seine Weltpremiere, am 16. Juli 2020 kam er in die deutschen Kinos.

## Produktion
Regie führte die iranisch-französische Comiczeichnerin Marjane Satrapi. Der Film basiert auf der Graphic Novel Radioactive: Marie & Pierre Curie: A Tale of Love and Fallout von Lauren Redniss, die von Jack Thorne für den Film adaptiert wurde. Die Geschichte erzählt von Marie Curie, ihrer Arbeit und ihrer Begegnung mit ihrem späteren Kollegen und Ehemann Pierre Curie. Zuvor hatte Satrapi nur ihre eigenen Graphic Novels verfilmt, so Persepolis und Chicken with Plums. Der Regisseurin hatte nach eigenen Aussagen gefallen, wie Thorne Curies Forschungsarbeit mit der [moderneren] Zeit verknüpft hatte.
Über die Verwendung nicht aus Marie Curies Lebenszeit stammenden Filmmaterials im Allgemeinen und die Szene, in der man den kleinen Jungen sieht, der durch die zerbombten Straßen von Hiroshima läuft, im Besonderen sagte Satrapi: „Das legte dem Zuschauer nahe, dass Madame Curie für die Atombombe und damit für Hiroshima verantwortlich war. Das war aber nicht der Fall – sie war eine anständige Frau, die das radioaktive Element entdeckt hat, weniger anständige Menschen haben diese Entdeckung später benutzt, um andere Menschen zu töten.“ Wenn Pierre Curie zu seiner Entdeckung sagt „In den Händen von Kriminellen kann das gefährlich werden“, dann lege das nahe, er habe den Missbrauch vorausgesehen und sei deshalb mitverantwortlich, doch er sei ein Wissenschaftler gewesen, der an den menschlichen Fortschritt glaubte. Es war der Regisseurin extrem wichtig, wo genau man Szenen aus moderner Zeit einfügt, da der Kontext ihre Bedeutung verändere.
Rosamund Pike übernahm die Rolle von Marie Curie, Sam Riley spielt Pierre Curie und Anya Taylor-Joy ihre Tochter, die später unter dem Namen Irène Joliot-Curie selbst mit dem Chemienobelpreis ausgezeichnet wurde.
Die Dreharbeiten fanden unter anderem in der ungarischen Hauptstadt Budapest statt. Als Kameramann fungierte Anthony Dod Mantle.
Die Filmmusik komponierten Evgueni und Sacha Galperine. Der Soundtrack, der insgesamt 12 Musikstücke umfasst, wurde am 13. März 2020 von Milan Records als CD veröffentlicht. Satrapi beschränkte sich im Film musikalisch nicht auf die Epoche Marie Curies, um etwas durch die Musikauswahl zu unterstreichen, sondern wollte auch elektronische Musik verwenden, da sie nicht über Elektronen reden wollte, wenn dies mit klassischer Musik unterlegt ist, ebenso wie man nicht über Madame Curie reden und die Atombombe außen vor lassen könne, so die Regisseurin.
Am 14. September 2019 wurde der Film beim Toronto International Film Festival gezeigt und feierte hier seine Weltpremiere. Ende September, Anfang Oktober 2019 wurde er beim Zurich Film Festival gezeigt und feierte hier seine Premiere im deutschsprachigen Raum. Im November 2019 soll er beim polnischen Filmfestival Camerimage vorgestellt werden. Am 12. April 2021 wurde er in das Programm von Prime Video aufgenommen. Am 9. April 2020 sollte er in die deutschen Kinos kommen, der Start wurde jedoch wegen der Coronavirus-Pandemie auf den 16. Juli 2020 verschoben.

## Rezeption

### Kritiken

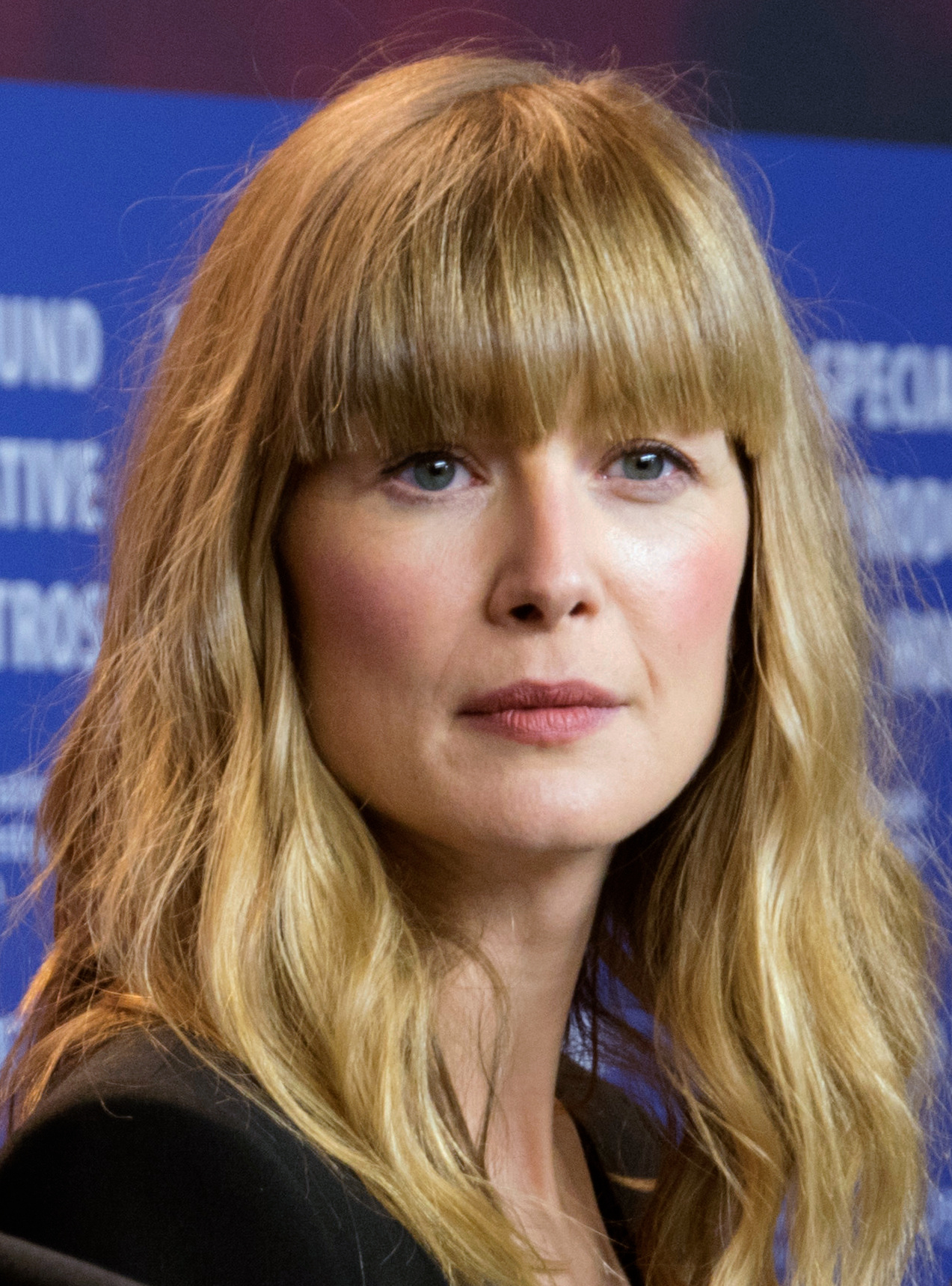
Rosamund Pike spielt im Film Marie Curie

Der Film erreichte bei den Kritikern 63 % eher positive Reaktionen. Die durchschnittliche Bewertung liegt bei 6,1/10.
Die Filmkritikerin Antje Wessels schreibt, gute Biopics seien in der Lage, Interesse für eine Person zu schaffen, selbst wenn man zuvor keine Berührungspunkte mit ihr hatte, und dies sei der Regisseurin Marjane Satrapi mit Marie Curie – Elemente des Lebens gelungen.
Juliane Liebert erkennt in der Süddeutschen Zeitung an, „dass der Film ins Grübeln bringt“, kritisiert aber die Grundhaltung: „Marie Curie hat zwei Nobelpreise erhalten, die Nachwelt lohnt es ihr mit der Trivialisierung zur feministischen Superheldin. Kann der Sprung vom Labor zum spannenden Drama so schwer sein?“
Im epd Film äußert sich Anke Westphal enttäuscht über die „Penetranz, mit der die Figur der Jahrhundertwissenschaftlerin Marie Curie […] immer wieder auf ihr Frausein reduziert wird.“

### Einsatz im Unterricht
Das Onlineportal kinofenster.de empfiehlt den Film ab der 9. Klasse für die Unterrichtsfächer Deutsch, Englisch, Ethik/Religion, Kunst, Geschichte, Biologie, Physik und Chemie und bietet Materialien zum Film für den Unterricht. Dort schreibt Hanna Schneider, in den Fächern Physik und Chemie könnten beispielsweise die Grundlagen der Forschung zu Radioaktivität in den Blick genommen werden: „Die Thematisierung von Gefahren und Nutzen radioaktiver Anwendungen sowie auch des anfänglichen blinden Enthusiasmus, mit dem die neuen Entdeckungen aufgenommen wurden, werfen aber auch ethisch-moralische Fragen auf: Inwiefern tragen Wissenschaftler/-innen Verantwortung für das, was mit ihren Forschungsergebnissen geschieht?“ Hier könne auch an aktuelle Diskurse beispielsweise über Gentechnik oder künstliche Intelligenz angeknüpft werden. In den sozial- und gesellschaftswissenschaftlichen Fächern könne die von Hindernissen und Widerständen geprägte historische Rolle der Frau in der Forschung thematisiert werden, wobei sich auch hier ein Vergleich zur heutigen Situation anbiete. Im Kunstunterricht könne eine Analyse der filmästhetischen Mittel insbesondere im Hinblick auf die Darstellung von Radioaktivität erfolgen.

## Synchronisation
Die deutsche Synchronisation entstand nach einem Dialogbuch und der Dialogregie von Wolfgang Ziffer im Auftrag der Cinephon Filmproduktions GmbH, Berlin.
| Darsteller          | Synchronsprecher   | Rolle           |
| ------------------- | ------------------ | --------------- |
| Rosamund Pike       | Alexandra Wilcke   | Marie Curie     |
| Aneurin Barnard     | Karim El Kammouchi | Paul Langevin   |
| Katherine Parkinson | Eva Thärichen      | Jeanne Langevin |
| Demetri Goritsas    | Peter Flechtner    | Dr. Jenkins     |
| Richard Pepple      | Samuel Zekarias    | Lester Jackson  |